# Reem Acra
Reem Acra (ur. w Bejrucie) – libańska projektantka mody, zajmująca się projektowaniem sukien ślubnych oraz kolekcji ready-to-wear.

## Życiorys
Studiowała w Paryżu i Nowym Jorku na Fashion Institute of Technology.
Debiutancka kolekcja Reemy Acra’y powstała w 1997 roku. Początkowo projektantka skupiała się na sukniach ślubnych, jednak w 2003 roku poszerzyła swoje portfolio o kolekcje ready-to-wear.
Ubrania zaprojektowane przez Reem Acrę noszą m.in. Angelina Jolie, Halle Berry, Jennifer Lopez, Ali Larter, Beyoncé, Jennie Garth, Star Jones, Melissa Joan Hart, Shoshanna Lotstein oraz Christina Applegate. Projektantka była także odpowiedzialna za ubiór pierwszej damy USA Melani Trump.